# Musculus mesophragma-metaphragmalis
Musculus mesophragma-metaphragmalis, mięsień IIIdlm1, (ang. metathoracic longitudinal muscle, second phragmo-third phragmal muscle, pl. mięsień środkowofragmo-tylnofragmalny) – mięsień występujący w tułowiu owadów.
Mięsień należący do grupy "podłużnych mięśni grzbietowych" (ang. dorsal longitudinal muscles) oraz do grupy mięśni metafragmalnych (ang. metaphragmal muscles). Zlokalizowany jest w zatułowiu. Swój początek bierze na przedniej krawędzi zaplecza, na czwartej apofizie tergalnej, a zaczepia się w pierwszym segmencie odwłoka. U ważek punktem zaczepu jest sternalna część poprzecznej listwy między odwłokiem a tułowiem, natomiast u straszyków z rodzaju Timema przednia krawędź części tergalnej.
Zasadniczo mięsień ten łączy drugą fragmę (mesophragma) z trzecią fragmą (metaphragma).
Służy on jako retraktor trzeciej fragmy.
U niektórych owadów wyróżnia się musculus mesophragma-metaphragmalis medialis i musculus mesophragma-metaphragmalis lateralis, z których u błonkówek z nadrodziny Trigonaloidea występuje tylko ten pierwszy.
Mięsień ten jest homologiczny do musculus prophragma-mesophragmalis w śródtułowiu.